# Tilo Schreier
Tilo Schreier geb. Fritze (* 5. September 1995 in Greifswald) ist ein deutscher Sportschütze im Wurfscheibenschießen in der Disziplin Skeet.

## Leben und Karriere
Mit 14 Jahren nahm Tilo Schreier (damals noch Fritze) 2010 erstmalig bei der Deutschen Meisterschaft in München teil und belegte den sechsten Platz in seiner Altersklasse. Dies konnte er im Folgejahr wiederholen. 2013 wurde er Deutscher Meister und nach dem Einzug in den Juniorenkader nahm er erstmals 2013 an internationalen Wettkämpfen teil, wo er bei der Europameisterschaft in Suhl und bei der Weltmeisterschaft in Lima knapp eine Medaille mit der Mannschaft verpasste. Ein Jahr später bei der EM in Sarlóspuszta wurde er mit der Mannschaft Dritter und bei der WM in Granada mit der Mannschaft Siebter. 2015 wurde er in Maribor Vizeeuropameister mit der Mannschaft, zu der auch Vincent Haaga und Yannik Hofmann gehörte, im Einzel verpasste er mit dem siebten Platz knapp das Finale.
Nach seinem Wechsel in den Erwachsenenkader waren die Platzierungen mit der Mannschaft 2018 bei der EM in Leobersdorf und bei der WM in Changwon wieder knapp an den Medaillenränge vorbei, daran änderte sich auch 2019 nichts, bis er 2021 beim Weltcup Dritter in Osijek mit der Mannschaft wurde. Beim Weltcup 2022 in Baku gewann er gemeinsam mit Christine Wenzel die Silbermedaille im Mixed-Team-Wettkampf.
Außer Deutscher Meister wurde Schreier noch viermal Vizemeister und bekam dreimal Bronze.